# Municipio de Armstrong (condado de Lycoming)
El municipio de Armstrong  (en inglés: Armstrong Township) es un municipio ubicado en el condado de Lycoming en el estado estadounidense de Pensilvania. En el año 2000 tenía una población de 717 habitantes y una densidad poblacional de 28.6 personas por km².

## Geografía
El municipio de Armstrong se encuentra ubicado en las coordenadas 41°12′17″N 77°01′48″O / 41.20472, -77.03000.

## Demografía
Según la Oficina del Censo en 2000 los ingresos medios por hogar en la localidad eran de $34,844 y los ingresos medios por familia eran $42,031. Los hombres tenían unos ingresos medios de $32,188 frente a los $21,417 para las mujeres. La renta per cápita para la localidad era de $18,423. Alrededor del 9,4% de la población estaban por debajo del umbral de pobreza.